# Vízipásztor
A vízipásztor (Orthetrum cancellatum), más néven a feketefarkú pásztorszitakötő, a rovarok (Insecta) osztályába a szitakötők (Odonata) rendjébe, a Libellulidae családba tartozó faj.

## Elterjedése, élőhelye

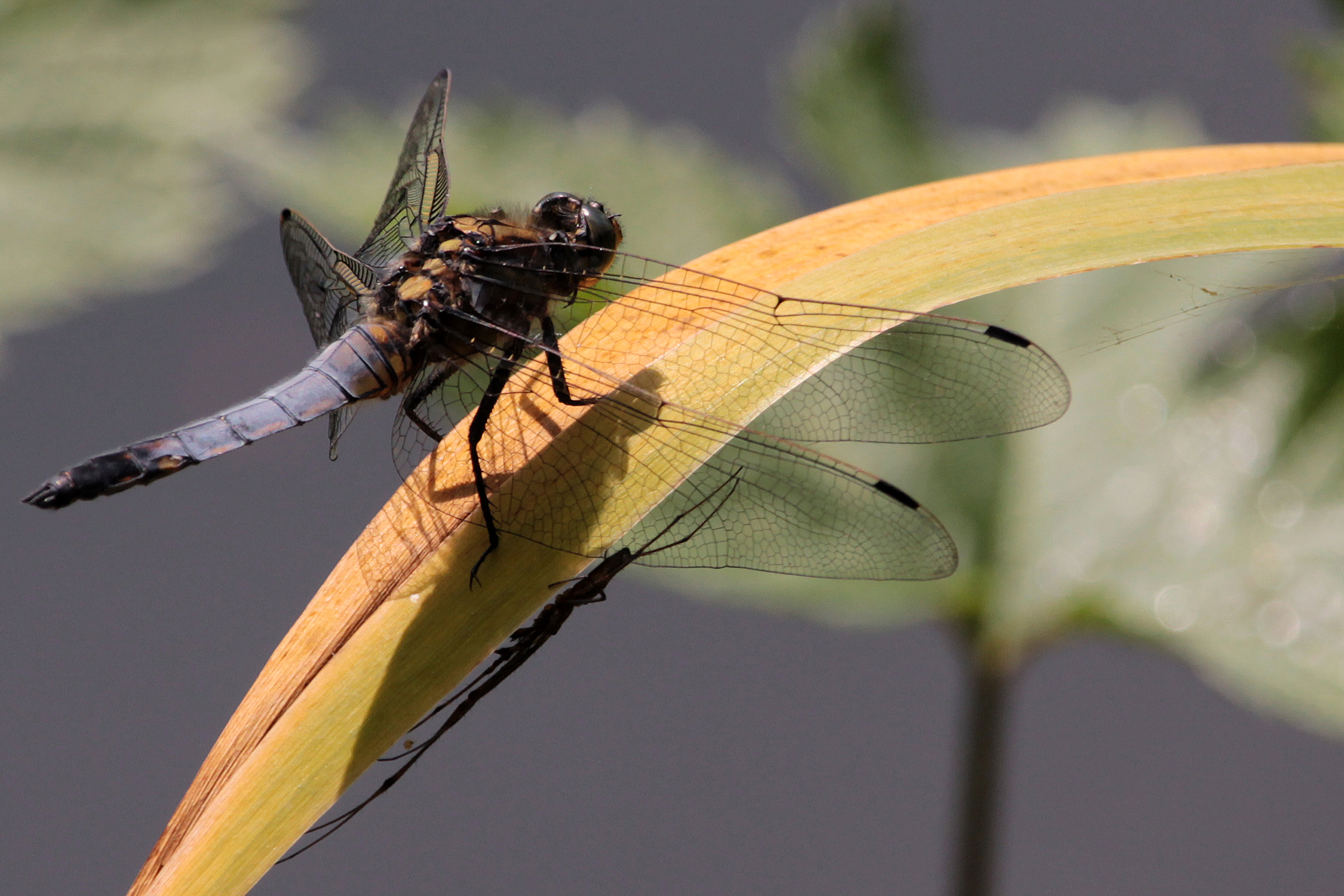
Orthetrum cancellatum

Holomediterrán faj: megtalálható Skandinávia kivételével szerte Európában, továbbá Elő-Ázsiában és Észak-Afrikában. Magyarországon is gyakori. Állóvizekben, vizesárkokban él.

## Megjelenése
Az imágó hossza 45–55 mm. Tora sárgásbarna vagy sárga, az idős hímeké lilás-kékes. A kiszínesedett hímek hamvaskék bevonata a többi fajénál sötétebb. A potroh hátulsó harmada fekete, miként a függelékek is. Szárnyjegye fekete.

## Életmódja
Igen tűrőképes faj, de többnyire az állóvizeket kedveli. A víz bizonyos mérvű szennyezését is elviseli, az Ischnura elegans társaságában a kifejezetten degradált, eutróf élőhelyeken is megtalálható, illetve pionír fajként is jelentős.
Átalakulással szaporodik (mint minden szitakötő). Lárvája 23–24 mm hosszú, erős testalkatú; lárva állapotából folyamatosan fejlődik ki.